# Mr. Mister
Mr. Mister est un groupe de rock américain, originaire de Phoenix dans l'Arizona. Il connaît le succès mondial dans les années 1980 avec les titres Broken Wings (1985) et Kyrie (1986).

## Historique du groupe
À l'origine, le nom Mr. Mister vient d’une blague que se font les membres du groupe à propos d’un album de Weather Report, intitulé Mr. Gone (« M. Parti ») ; les musiciens commencent à se surnommer « M. Ceci » ou « M. Cela », et s'accordent finalement pour donner à leur groupe le nom de Mr. Mister (« M. Monsieur »).
Le groupe se compose de :
- Richard Page au chant et à la basse ;
- Steve George aux claviers ;
- Pat Mastelotto à la batterie acoustique ou électronique ;
- Steve Farris à la guitare.

Les succès de Mr. Mister peuvent être considérés comme représentatifs du son mélodique pop rock des années 1980.
En 1989, Steve Farris quitte le groupe à la suite de dissensions avec les autres membres, et le quatrième album nommé Pull est enregistré sans lui. De plus, avec l'absence d'appui des principaux responsables de leur maison de disque, ce 33 Tours ne pourra pas se permettre une sortie dans les bacs en 1989, comme cela était prévu. L'album ne sortira finalement que 21 ans plus tard en 2010, à l'issue de la reformation du groupe dans sa formation initiale avec le retour de Steve Farris, après qu'une réunion a lieu en studio pour finaliser le quatrième opus du groupe américain.

## Discographie

### Albums studio
- 1984 : I Wear the Face
- 1985 : Welcome to the Real World
- 1987 : Go On…
- 2010 : Pull

### Compilations
| Année | Album                               |
| ----- | ----------------------------------- |
| 1999  | Broken Wings: The Encore Collection |
| 2001  | The Best of Mr. Mister              |

### Classement albums
| Titre                     | Détails de l'album                                            | Meilleur classement | Meilleur classement | Meilleur classement | Meilleur classement | Meilleur classement | Meilleur classement | Meilleur classement | Meilleur classement | Certifications                                  |
| Titre                     | Détails de l'album                                            | US                  | AUT                 | CAN                 | NOR                 | NZ                  | SWE                 | SWI                 | UK                  | Certifications                                  |
| ------------------------- | ------------------------------------------------------------- | ------------------- | ------------------- | ------------------- | ------------------- | ------------------- | ------------------- | ------------------- | ------------------- | ----------------------------------------------- |
| I Wear the Face           | - Date : 27 mars 1984 - Label : RCA - Format : CD, LP         | 170                 | —                   | —                   | —                   | —                   | —                   | —                   | —                   |                                                 |
| Welcome to the Real World | - Date : 27 novembre 1985 - Label : RCA - Format : CD, LP     | 1                   | 12                  | 2                   | 2                   | 21                  | 13                  | 10                  | 6                   | - RIAA: Platinum - BPI: Gold - MC: 3 × Platinum |
| Go On...                  | - Date : 8 septembre 1987 - Label : RCA - Format : CD, LP     | 55                  | —                   | 36                  | 13                  | —                   | 9                   | 15                  | —                   | - MC: Gold                                      |
| Pull                      | - Date : 23 novembre 2010 - Label : Little Dume - Format : CD | —                   | —                   | —                   | —                   | —                   | —                   | —                   | —                   |                                                 |

## Distinctions
| Année | Cérémonie         | Catégorie                                                                                      | Résultat   |
| ----- | ----------------- | ---------------------------------------------------------------------------------------------- | ---------- |
| 1986  | 28e Grammy Awards | Grammy Award de la meilleure interprétation Pop faite par un duo ou un groupe - "Broken Wings" | Nomination |
| 1987  | 29e Grammy Awards | Grammy Award de la meilleure interprétation Gospel - "Healing Waters"                          | Nomination |